# Piętno gangu
Piętno gangu (ang. Gang Related) – amerykański serial telewizyjny; dramat sensacyjny, wyprodukowany przez Chris Morgan Productions, Skeeter Rosenbaum Productions, Imagine Television oraz 20th Century Fox Television. Twórcami serialu są Chris Morgan, Allen Hughes i Brian Grazer.
9 maja 2013 roku, stacja Fox zamówiła serial na sezon telewizyjny 2013/14.. Serial był emitowany od 20 maja 2014 przez Fox. W Polsce serial był emitowany od 3 czerwca 2014 roku na kanale Fox Polska. 3 września 2014 roku, stacja Fox ogłosiła anulowanie serialu po jednym sezonie.

## Fabuła
Serial skupia się na Ryanie Lopezie, członku gangu, który pracuje w policji w Los Angeles. Nikt nie wie o jego podwójnym życiu, w którym musi balansować między pracą w policji a gangiem.

## Obsada
- Ramon Rodriguez jako Ryan Lopez
- Terry O’Quinn jako Sam Chapel[5]
- RZA jako Cassius Green[6]
- Jay Hernández jako Dante Acosta[7]
- Sung Kang jako Tae Kim[8]
- Inbar Lavi jako Vanessa "Vee" Hicks[9]
- Cliff Curtis jako Javier Acosta[10]
- Shantel VanSanten jako Jessica Shaw[11]
- Emilio Rivera jako Tio Gordo
- Pasha D. Lychnikoff jako Slotko Yegenev[12]
- Konstantin Lavysh jako Anton Dotsen

## Role drugoplanowe
- Lela Loren jako Sylvi[13]
- Amaury Nolasco jako Mariano, socjopata pracujący dla kartelu narkotykowego[14]
- Saundra Santiago jako Marciela, żona Javiera[15]
- Noah Bean jako Jason Manninga[16]
- Carlos Gomez jako Miguel Salazar, szef kartelu narkotykowego[17]
- Catherine Dent jako Ellis, prokurator okręgowy[18]

## Odcinki
| Sezon | Sezon | Odcinki | Oryginalna emisja | Oryginalna emisja | Oryginalna emisja | Oryginalna emisja | Oryginalna emisja |
| Sezon | Sezon | Odcinki | Premiera sezonu   | Finał sezonu      | Premiera sezonu   | Finał sezonu      |                   |
| ----- | ----- | ------- | ----------------- | ----------------- | ----------------- | ----------------- | ----------------- |
|       | 1     | 13      | 20 maja 2014      | 14 sierpnia 2014  | 3 czerwca 2014    | 26 sierpnia 2014  |                   |

### Sezon 1 (2014)
| Nr | #  | Tytuł                   | Polski tytuł              | Reżyseria             | Scenariusz                       | Premiera         | Premiera         |
| -- | -- | ----------------------- | ------------------------- | --------------------- | -------------------------------- | ---------------- | ---------------- |
| 1  | 1  | Pilot                   | Dwa życia                 | Nelson McCormick      | Chris Morgan Scott Rosenbaum     | 22 maja 2014     | 3 czerwca 2014   |
| 2  | 2  | Sangre Por Sangre       | Krew za krew              | Nelson McCormick      | Chris Morgan Scott Rosenbaum     | 29 maja 2014     | 10 czerwca 2014  |
| 3  | 3  | Pecados del Padre       | Grzechy ojca              | Richard J. Lewis      | Jennifer Johnson                 | 5 czerwca2014    | 17 czerwca 2014  |
| 4  | 4  | Perros                  | Psy                       | Michael Offer         | Robert Munic                     | 12 czerwca 2014  | 24 czerwca 2014  |
| 5  | 5  | Invierno Cayó           | Zima                      | Allison Anders        | Cameron Litvack                  | 19 czerwca 2014  | 1 lipca 2014     |
| 6  | 6  | Entre Dos Tierras       | Dwa terytoria             | Milan Cheylov         | Carolina Paiz                    | 26 czerwca 2014  | 8 lipca 2014     |
| 7  | 7  | Regreso Del Infierno    | Powrót do piekła          | Nelson McCormick      | Benjamin Daniel Lobato           | 3 lipca 2014     | 15 lipca 2014    |
| 8  | 8  | El Zorro y el Gallinero | Lis w kurniku             | Félix Enríquez Alcalá | Christal Henry                   | 10 lipca 2014    | 22 lipca 2014    |
| 9  | 9  | Dia de Todos los Santos | Dzień Wszystkich Świętych | Christopher Misiano   | Mark Valadez                     | 17 lipca 2014    | 29 lipca 2014    |
| 10 | 10 | El Buey y el Alacran    | Wół i skorpion            | Nick Gomez            | Eddie Gonzalez Jeremy Haft       | 24 lipca 2014    | 5 sierpnia 2014  |
| 11 | 11 | La Luz Verde            | Zielone światło           | David Boyd            | Jennifer M. Johnson Robert Munic | 31 lipca 2014    | 12 sierpnia 2014 |
| 12 | 12 | Almadena                | Almadena                  | Milan Cheylov         | Scott Rosenbaum Cameron Litvack  | 7 sierpnia 2014  | 19 sierpnia 2014 |
| 13 | 13 | Malandros               | Łajdacy                   | Nelson McCormick      | Chris Morgan Scott Rosenbaum     | 14 sierpnia 2014 | 26 sierpnia 2014 |